# Saint-Florent, Loiret
Saint-Florent är en kommun i departementet Loiret i regionen Centre-Val de Loire strax norr Frankrikes mitt. Kommunen ligger i kantonen Sully-sur-Loire som tillhör arrondissementet Orléans. År 2022 hade Saint-Florent 445 invånare.

## Befolkningsutveckling
Antalet invånare i kommunen Saint-Florent
| Referens: INSEE |